# Хартман I фон Кибург
Хартман I фон Кибург (на немски: Hartmann I von Kyburg; * ок. 1275; † 29 март 1301) от род Хабсбург-Кибург (Ной-Кибург), е граф на Кибург.

## Произход и наследство
Той е син на граф Еберхард I фон Хабсбург-Лауфенбург († 1284) и втората му съпруга графиня Анна фон Кибург († 1283), дъщеря наследничка на граф Хартман V фон Кибург († 1263) и Елизабет дьо Шалон († 1275).
Хартман I наследява баща си през 1284 г. като граф на Кибург.

## Брак и потомство
∞ 1298 г. за Елизабет фон Фрайбург († 13 октомври 1322), дъщеря на граф Егино II фон Фрайбург и Катарина фон Лихтенберг, от която има един син и три дъщери:
- Хартман II фон Хабсбург-Кибург († 31 октомври 1322, убит в дворец Тун), от 1301 г. граф на Кибург, 1316 г. ландграф в Бургундия, женен 1319 г. за Маргарита фон Нойенбург († ок. 1382)
- Еберхард II фон Хабсбург-Кибург (* ок. 1299; † 17 април 1357), след брат си 1322 г. граф на Кибург, ландграф в Бургундия, женен 1325/1326 г. за Анастасия фон Зигнау († сл. 1382).
- Катарина фон Кибург († сл. 8 декември 1342), омъжена между 1313 и 1320 г. за граф Албрехт I фон Верденберг-Хайлигенберг († ок. 1364/1365).
- Елизабет фон Хабсбург-Кибург